# Roffiac
Roffiac település Franciaországban, Cantal megyében. Lakosainak száma 562 fő (2022. január 1.). Roffiac Andelat, Coltines, Saint-Flour, Tanavelle, Ussel, Valuéjols és Villedieu községekkel határos.

## Népesség
A település népessége az elmúlt években az alábbi módon változott:
| Lakosok száma | 421  | 459  | 558  | 571  | 607  | 610  | 615  | 627  | 605  | 562  |
|               | 1968 | 1982 | 1990 | 2006 | 2013 | 2015 | 2017 | 2019 | 2020 | 2022 |